# راهبه‌های انقلابی
محافظان معمر قذافی که به‌طور رسمی راهبه‌های انقلابی (به عربی: الراهبات الثوريات) و توسط رسانه‌های غربی گارد آمازونی (به انگلیسی: Amazonian Guard) نامیده می‌شوند، گردانی متشکل از حدود ۴۰ الی ۴۰۰ محافظ معمر قذافی، رهبر سابق لیبی بود که همگی اعضای آن زن بودند. قذافی معمولاً در سفرهایش ۱۵ نفر از محافظانش را همراه می‌برد. ظهور محافظان زن قذافی به حدود اوایل دهه ۱۹۸۰ میلادی بازمی‌گردد. مطابق یکی از اسناد منتشره توسط ویکی لیکس، در سال‌های آخر حکومت قذافی با همراهی یک پرستار زن اکراینی در سفرهایش، وابستگی او به محافظان زن خود کاهش یافته بود به طوری که در سفرش به نیویورک تنها یک محافظ زن او را همراهی می‌کرده‌است.
این محافظان فقط از لیبی نبودند و دخترانی از دیگر کشورهای عربی و حتی کوبا نیز در آن عضویت داشتند. گزارش‌شده که قذافی همه این محافظان را به نام دختر خود عایشه صدا می‌زده‌است.
گفته‌شده که قذافی به این دلیل تنها زنان را محافظ خود قرار می‌داد که اعتقاد داشت شلیک کردن به زنان، برای مردان عرب دشواری به همراه دارد. عده‌ای نیز معتقدند که این کار جزوی از رفتارهای غیرمعمول و مشهور قذافی و همچنین علاقه وی به جمع‌کردن زنان جوان پیرامون خود بوده‌است.
به دنبال جنگ داخلی لیبی و سقوط طرابلس به دست نیروهای هوادار شورای ملی انتقالی، یکی از محافظان ۱۹ ساله قذافی به نام «نسرین منصور الفرقانی» مدعی شد که قذافی و پسرانش به محافظان تجاوز جنسی می‌کرده‌اند. او همچنین گفته‌است که محافظان را مجبور می‌کرده‌اند تا معترضان را بکشند، و در غیر این صورت خودشان را می‌کشتند.